# Zacapuato
Zacapuato es una localidad del estado mexicano de Guerrero. Es parte del municipio de Cutzamala de Pinzón.

## Toponimia
El nombre «Zacapuato» proviene de los términos en purépecha: tzacapu, pedregal; huato, cerro. Su significado es «Cero pedregoso».

## Demografía
| Gráfica de evolución demográfica |
|                                  |

| Censo | Población |
| ----- | --------- |
| 1900  | 230       |
| 1910  | 278       |
| 1921  | 291       |
| 1930  | 339       |
| 1940  | 457       |
| 1950  | 482       |
| 1960  | 831       |
| 1970  | 1 109     |
| 1980  | 1 317     |
| 1990  | 1 730     |
| 2000  | 2 054     |
| 2010  | 1 860     |
| 2020  | 1 697     |